# مالتون، یورک‌شر شمالی
latitudeمالتون، یورک‌شر شمالیlongitudeمالتون، یورک‌شر شمالی
مالتون، یورک‌شر شمالی (به انگلیسی: Malton, North Yorkshire) یک شهرک در بریتانیا است که در یورک‌شر شمالی واقع شده‌است.

## خصوصیات
مالتون ۱۲٬۵۲۰ نفر جمعیت دارد.